# Lauryn Hill
Lauryn Noelle Hill (East Orange, 26 maggio 1975) è una cantautrice, rapper e produttrice discografica statunitense.
Ha fatto parte del gruppo hip-hop The Fugees, dove spesso si riferiva a se stessa con il soprannome L. Boogie. Nel 1998 ha pubblicato il suo album in studio di debutto come solista, The Miseducation of Lauryn Hill, che ha interamente prodotto, scritto e arrangiato. L'album ha sbancato le classifiche mondiali, arrivando a contare oltre diciotto milioni di copie vendute ed è stato acclamato dalla critica come uno dei migliori album di sempre, per i suoi testi impegnati e per la sua struttura originale, oltre che per le già note capacità vocali e di rapper della Hill.
L'album è stato inserito in diverse rassegne dei migliori album di sempre, arrivando anche a occupare la prima posizione: compare anche nella lista dei 500 migliori album stilata nel 2004 dalla nota rivista musicale Rolling Stone. Inoltre, grazie all'album, la Hill è diventata la prima donna a ottenere cinque Grammy Awards in una sola serata, nel 1999, record poi eguagliato e superato da altre artiste.
Dopo il successo dell'album, la Hill si è ritirata dalla scena musicale, dichiarando di non amare l'ambiente dello show-business e preferendo dedicarsi alla crescita dei suoi cinque figli, insieme al marito Rohan Marley, figlio di Bob Marley. Riapparizioni sporadiche nei decenni a venire sono avvenute attraverso la pubblicazione di contributi musicali e la promozione di tour musicali.

## Biografia

### Infanzia e formazione
Lauryn Hill è nata il 26 maggio 1975 nel New Jersey, a East Orange. Sua madre, Valerie Hill, era un'insegnante di inglese e suo padre, Mal Hill, un consulente informatico. Lauryn ha un fratello maggiore di nome Malaney, nato nel 1972.
Hill ha poi dichiarato che la musica nella sua famiglia era quasi onnipresente: "C'erano così tanti dischi, così tanta musica che suonava costantemente. Mia madre suonava il pianoforte, mio padre cantava, ed eravamo sempre circondati dalla musica". Infatti suo padre cantava ai piano bar locali e ai matrimoni.
Hill ha frequentato la Columbia High School nel New Jersey, dove è stata membro della squadra di atletica e compagna di classe dell'attore Zach Braff.

## Carriera

### Gli inizi
Alle medie, Lauryn Hill viene scelta per cantare l'inno nazionale degli Stati Uniti davanti a tutta la scuola, prima di una partita di basket. Grazie alla popolarità che ne segue, tutte le partite successive utilizzeranno come inno la registrazione della sua performance.
Nel 1988, appena 13enne, Hill appare come concorrente dell'Amateur Night nel programma televisivo diretto da Steve Harvey It's Showtime at the Apollo, in cui canta una sua versione del brano di Smokey Robinson Who's Lovin' You.
Dopo alcune esperienze come attrice in vari telefilm e soap opera, tra cui Così gira il mondo, a 18 anni ottiene una parte da coprotagonista nel film cult degli anni '90 Sister Act 2 - Più svitata che mai accanto a Whoopi Goldberg. Nella pellicola Lauryn interpreta Rita Watson, una studentessa che ama il canto, e così grazie a questa parte si fa notare anche per le sue doti canore.

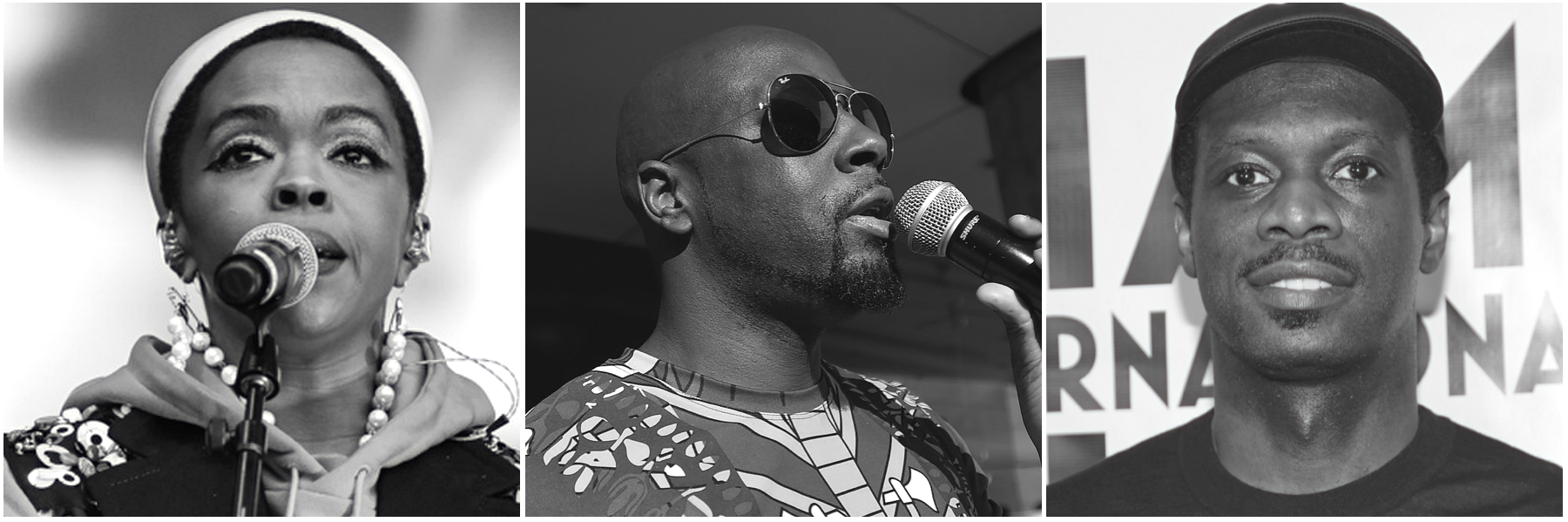
I The Fugees

### The Fugees
Mentre è ancora una matricola al liceo, Prakazrel "Pras" Michel contatta Lauryn Hill per chiederle di essere la voce principale di un gruppo musicale che sta creando. Presto Hill e Pras iniziano a fare musica assieme, formando un duetto chiamato "Translator Crew". Presto si aggiunge al gruppo anche un terzo componente, il cugino di Pras nonché polistrumentista Wyclef Jean. Il gruppo inizia ad esibirsi in locali e talent show del liceo, ed è in questo periodo che Lauryn Hill, che era sempre stata solo una cantante, impara anche a rappare. Il gruppo così cambia il suo nome da "Translator Crew" a "The Fugees", e assume uno stile hip-hop soul.
Nel 1994 il trio pubblica il suo album di debutto: Blunted on Reality, che ottiene un modesto successo nazionale.

#### Il successo conThe Score
Il successo internazionale arriva per il gruppo nel febbraio 1996, con la pubblicazione del suo secondo album The Score. L'album si rivela un fenomeno mondiale che raggiunge il primo posto nella classifica Billboard 200 degli Stati Uniti, e rimane nella top ten di 21 Paesi del mondo per oltre sei mesi. L'album vende quasi 18 milioni di copie in tutto il mondo, quadruplicando la vendite del precedente, Blunted on Reality. Inoltre, il disco vince il Grammy Award al miglior album rap e viene successivamente incluso dalla Rolling Stone nella sua lista dei 500 migliori album di tutti i tempi.
Riscuote particolare successo la cover in chiave hip hop del brano del 1971 di Roberta Flack Killing Me Softly, ottava traccia dell'album, canzone che diviene il maggiore successo in assoluto del gruppo. Inoltre nei singoli Fu-Gee-La e Ready or Not Lauryn Hill mostra per la prima volta le sue doti nel rap.
Dopo la fine dello Smokin' Groves Tour, Lauryn Hill diventa mamma di Zion, il suo primo figlio, avuto dal compagno Rohan Marley, figlio di Bob.
Il gruppo si scioglie nel 1997, e da questo momento per alcuni anni i componenti perseguiranno carriere da solisti, nel caso di Lauryn, o di produttori come Wyclef.

### Carriera solista

#### The Miseducation of Lauryn Hill

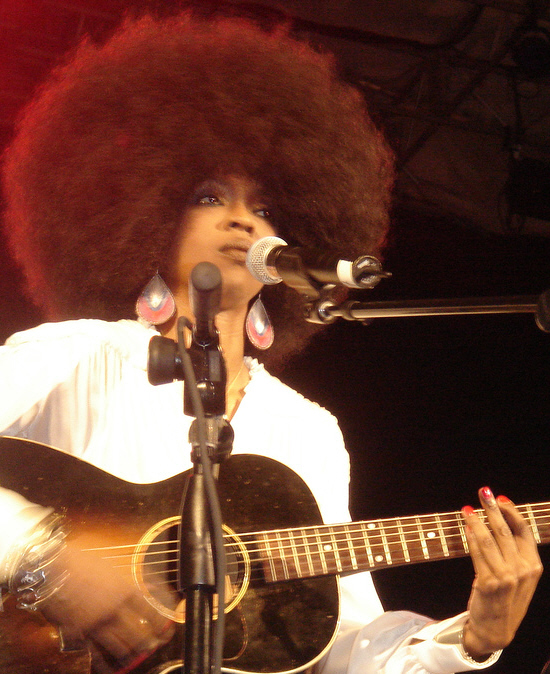
Hill in concerto al Central Park, New York, 2005

Nel 1998 pubblica il suo primo album solista, The Miseducation of Lauryn Hill. L'album è una miscela di hip-hop, soul, R&B e reggae, e diviene un enorme successo commerciale in tutto il mondo: vende in tutto oltre 18 milioni di copie, e raggiunge la prima posizione sia in America che in Inghilterra. Viene considerato uno dei primi esempi di neo soul, ma soprattutto il primo album di questo genere ad ottenere tale successo commerciale. Il lavoro di Hill riesce dunque a diffondere il neo soul su scala mondiale, anche al di fuori dell'America, e la cantante si afferma come la maggiore esponente di questo genere musicale.
Il primo singolo estratto dall'album è Doo-wop (That Thing), che raggiunge la prima posizione nella classifica americana Billboard Hot 100, seguito da Ex-Factor e Everything is everything, entrambi posizionatisi nella top 40.
In vista dei Grammy Awards del 1999, Lauryn Hill diviene la prima donna ad essere nominata in dieci categorie diverse nella stessa edizione. Le nomination includevano la sua cover di Can't Take My Eyes Off You realizzata per il film del 1997 Ipotesi di complotto, e la scrittura e la produzione di Hill di A Rose Is Still a Rose, ultimo album di Aretha Franklin, pubblicato nel 1998. Durante la cerimonia dei Grammy, Lauryn Hill batte un altro record diventando la prima donna a vincere cinque volte in un'edizione sola, vincendo i premi per Album dell'anno, Miglior album R&B, Miglior canzone R&B, Miglior interpretazione vocale femminile R&B e Miglior artista esordiente.
Nel 1999 è anche ospite in Italia nel varietà condotto da Gianni Morandi su Rai1 C'era un ragazzo.

#### Periodo di pausa dai riflettori
Nel 2000, Hill decide di abbandonare temporaneamente i riflettori: le pressioni della fama iniziano a sopraffarla, e mal sopporta il fatto di non poter uscire di casa per fare semplici commissioni senza doversi preoccupare del suo aspetto fisico e dei paparazzi. Licenzia il suo team di manager e inizia a frequentare corsi di lettura della Bibbia diverse volte alla settimana. Smette inoltre di rilasciare interviste, guardare la televisione e ascoltare musica. Inizia a frequentare un "consigliere spirituale" di nome Fratel Anthony, e alcuni amici dichiarano alla stampa che forse Lauryn Hill è finita in una setta più che in un semplice gruppo di preghiera; secondo loro è questo che l'ha indotta ad abbandonare ogni aspetto della sua vita precedente.

In seguito racconta di questo periodo buio della sua vita in un'intervista per Essence:
"Per due o tre anni sono stata lontana da ogni interazione sociale. È stato un periodo molto introspettivo perché ho dovuto confrontarmi con le mie paure e padroneggiare ogni pensiero sull'insicurezza o sulla paura di essere nera, giovane e dotata in questa cultura occidentale. Sono stata costretta ad avere a che fare con persone che non erano felici e con cui non ero felice."

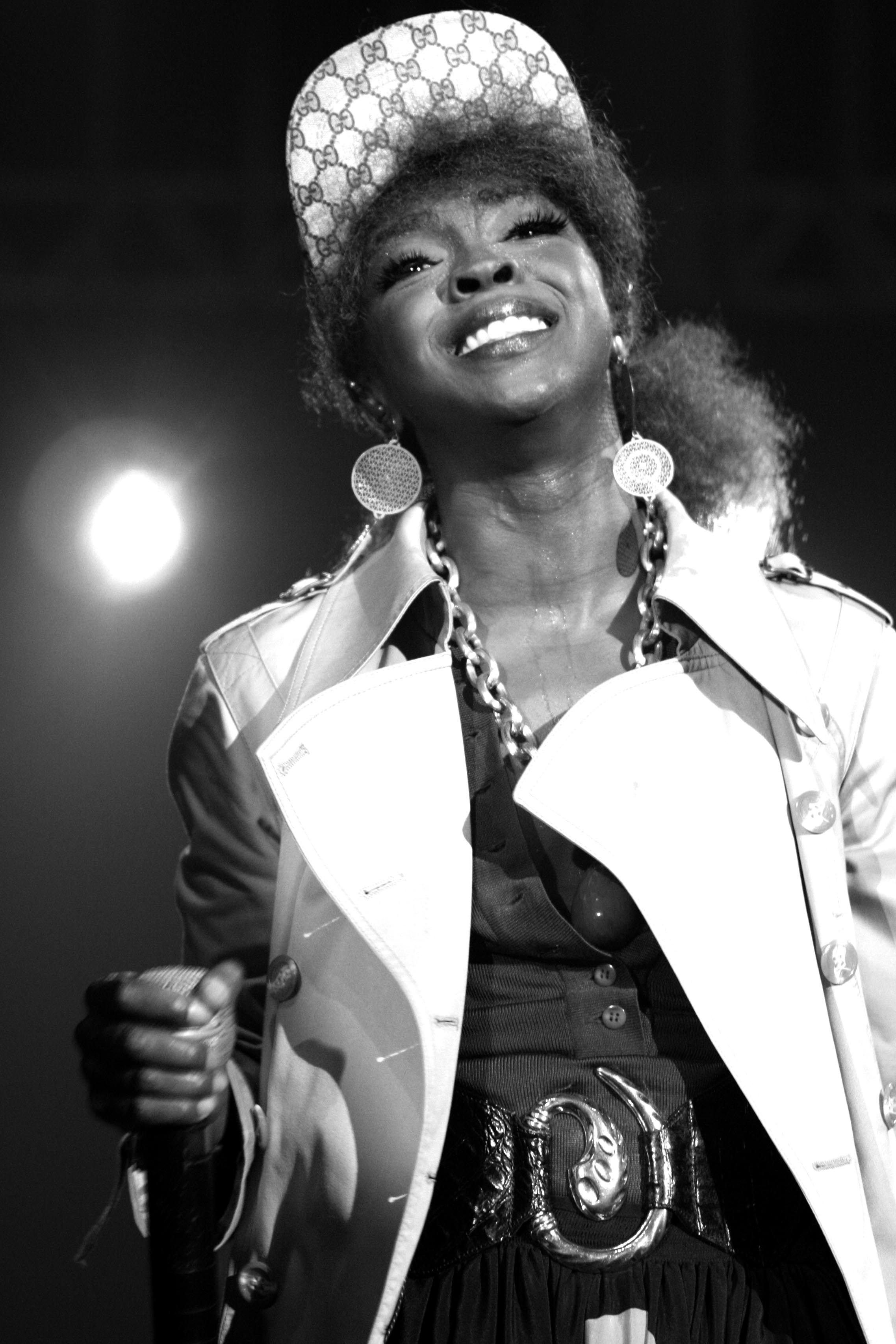
Lauryn Hill nel 2007

#### MTV Unplugged No. 2.0
Dopo la nascita della sua secondogenita Selah Louise, nel 2002 pubblica MTV Unplugged No. 2.0, album live registrato negli studi di MTV nel luglio del 2001. Mediamente apprezzato dalla critica, l'album vende soltanto un milione e mezzo di copie, e si rivela il più grande flop nella carriera della cantante.

### La ricongiunzione dei The Fugees
Nel 2004, dopo aver ciascuno seguito un proprio progetto solista, i vari membri dei Fugees tornano insieme e lavorano ad un nuovo album, di cui un brano, Take It Easy, viene lanciato su internet e poi pubblicato come singolo. I critici bocciano il lavoro, ma la band non si scoraggia e parte per un tour europeo.
Ha cantato anche per lo spettacolo della FIAT 500 tenutosi il 4 luglio 2007 a Torino per l'inaugurazione della nuova autovettura ridisegnata dopo 50 anni esatti.

### Dal 2010 a oggi
Primi accenni di un ritorno sulle scene si ebbero nel corso del 2009, concretamente realizzatisi solo nel 2010 con la pubblicazione di un singolo Repercussion, entrato nelle classifiche statunitensi di R&B. Al singolo seguirono alcune date in concerto a partire dal 10 giugno 2010 con varie performance negli USA, da San Bernardino a San Francisco, da New York a Washington. Un nuovo stop nella carriera dell'artista si è avuto tuttavia nel giugno 2012, con l'arresto per evasione fiscale.

Il 4 maggio 2013 Ms. Hill torna sulle scene con un nuovo singolo, Neurotic Society (Compulsory Mix). L'anno successivo prestò invece la voce come narrante nel film Concerning Violence, un documentario sulla decolonizzazione dell'Africa negli anni '60 e '70, toccando i temi del razzismo e della libertà sociale.

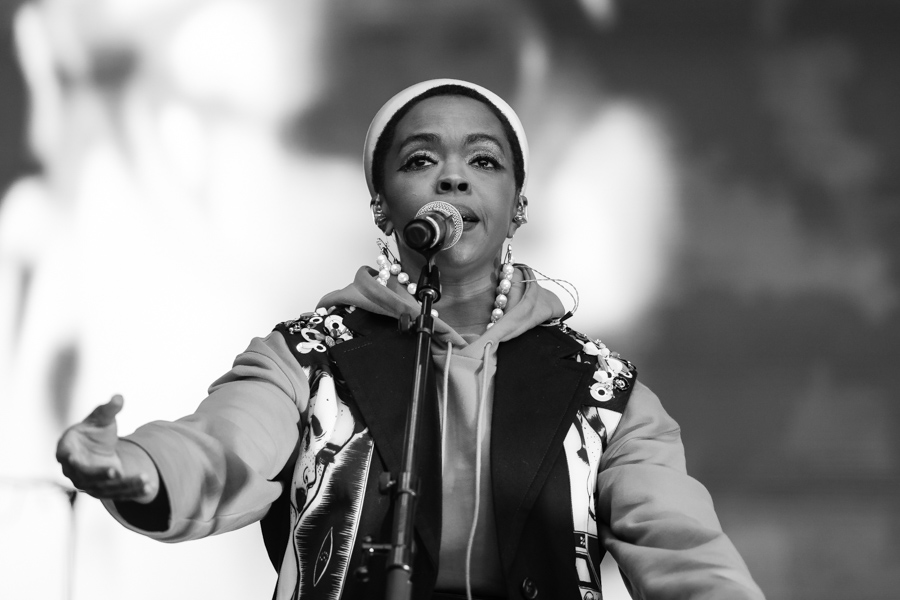
Lauryn Hill in concerto nel 2019

Nel 2015 realizza una acclamata versione di Feeling Good, più quelle di altri cinque brani, per il documentario What Happened, Miss Simone? dedicato alla cantante e attivista Nina Simone Nel 2018 parte un tour mondiale in occasione del 20º anniversario di The Miseducation of Lauryn Hill, facendo tappa anche in Italia a Perugia nel 2019.
Nel 2020 collabora con Teyana Taylor nel brano We Got Love, inserito nell'album di quest'ultima The Album. Il 21 agosto 2020 viene pubblicata la collaborazione con Mariah Carey Save The Day: non si tratta della stessa collaborazione che le due avrebbero dovuto registrare negli anni '90 ma che non ebbe mai luogo per via di impegni inconciliabili delle due artiste. Il brano viene lanciato da Carey come primo singolo estratto dalla compilation di unreleased tracks The Rarities. A settembre dello stesso anno, la rivista Rolling Stone incorona l'album The Miseducation of Lauryn Hill come il miglior album rap della storia.

## Vita privata
Dal 1996 è legata a Rohan Marley, figlio di Bob, col quale ha avuto 5 figli: Zion David (1997), Selah Louise (1998), Joshua Omaru (2002), John Nesta (2003) e Sarah (2008). Amici d'entrambi dicono che la coppia abbia deciso di separarsi di comune accordo e dal 2004 Lauryn vive con tutti i figli nella casa che ha a Miami Beach, mentre Rohan pare che sia rimasto nel New Jersey. Al suo primogenito Lauryn Hill ha dedicato la canzone To Zion, presente nell'album The Miseducation of Lauryn Hill.

## Stile musicale
Lauryn Hill trascorse la sua adolescenza ascoltando i brani dei grandi esponenti della musica afroamericana quali Aretha Franklin, Stevie Wonder, Curtis Mayfield e Gladys Knight. Ha successivamente dichiarato che il suo stile musicale è stato notevolmente influenzato dagli stili soul, funk e R&B degli artisti sopracitati, e anche che da ragazzina era solita suonare ripetutamente alla chitarra What's Going On di Marvin Gaye prima di addormentarsi.

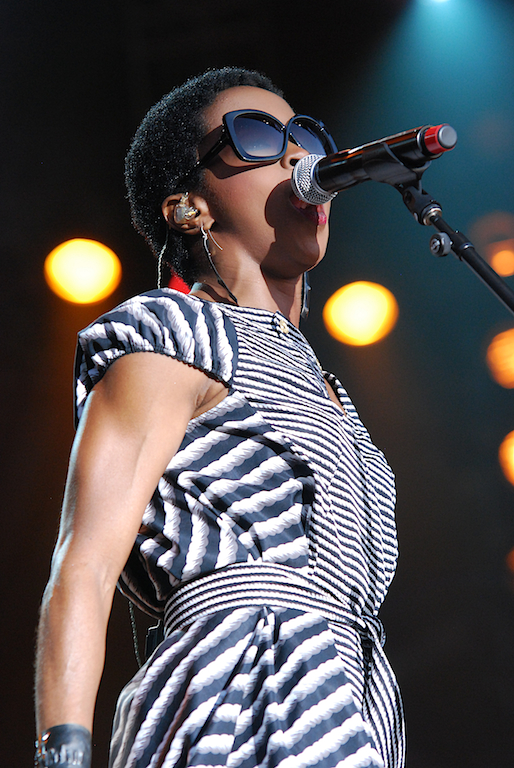
Lauryn Hill al Royal Bank Bluesfest di Ottawa nel 2012

## Cause politiche e sociali
Nel 1996, Lauryn Hill ha fondato il "Refugee Project", un'organizzazione senza scopo di lucro che cerca di sensibilizzare riguardo alla situazione dei giovani e giovanissimi negli ambienti urbani più poveri o a rischio delle città americane. Un ruolo importante in questo progetto è giocato dal Camp Hill, che offre a questi giovani vitto e alloggio gratuiti nei Monti Catskill. Un evento di beneficenza organizzato dal Refugee Project nel 1997 ha presentato un consiglio di amministrazione che includeva Spike Lee, Mariah Carey, Sean Combs, Busta Rhymes e molti altri.
Lauryn Hill nella sua carriera ha anche raccolto molti fondi per i rifugiati haitiani, ha sostenuto progetti di costruzione di pozzi di acqua potabile in Kenya e Uganda e ha organizzato un concerto rap ad Harlem per promuovere la cultura e l'alfabetizzazione nei ghetti afroamericani come appunto Harlem.
Nel dicembre del 2003, Lauryn Hill ha destato molto scalpore quando, durante una sua esibizione alla Città del Vaticano, ha parlato della "corruzione, sfruttamento e abusi" in riferimento alle violenze subite dai bambini da parte dei preti cattolici, e della copertura con cui la Chiesa cattolica ha sempre tentato di insabbiare tali reati. A quel concerto erano presenti diversi funzionari ecclesiastici di alto rango, ma l'allora Papa Giovanni Paolo II era assente. La Lega cattolica per ripicca ha poi definito Lauryn Hill "malata di mente e infelice" ed ha affermato che la sua carriera era "in declino".

## Discografia

### Da solista

#### Album in studio
- 1998 – The Miseducation of Lauryn Hill

#### Album dal vivo
- 2002 – MTV Unplugged No. 2.0

#### Singoli
- 1996 – If I Ruled the World (Imagine That) (con Nas)
- 1997 – All My Time (con Paid & Live)
- 1997 – Guantanamera (con Wyclef Jean)
- 1997 – Retrospect for Life (con Common)
- 1998 – Doo Wop (That Thing)
- 1998 – Ex-Factor
- 1999 – Everything Is Everything
- 1999 – All That I Can Say (con Mary J. Blige)
- 1999 – Turn Your Lights Down Low (con Bob Marley)
- 2002 – Selah
- 2002 - Mr. Intentional
- 2002 – Just Like Water
- 2005 – So High (con John Legend)
- 2006 – Say (con Method Man)
- 2007 – Lose Myself
- 2010 – Repercussions
- 2013 – Neurotic Society
- 2013 – Consumerism
- 2015 – Feeling Good
- 2015 – I've Got Life
- 2019 – Coming Home (con Pusha T)
- 2019 – Guarding the Gates
- 2020 – Save the Day (con Mariah Carey)
- 2020 – We Got Love (con Teyana Taylor)
- 2024 – Survival (con YG Marley)

## Tournée
- 1996 – Smokin' Grooves Tour (con i Fugees)
- 1997 – Refugee Camp Tour (con i Fugees)
- 1999 – The Miseducation Tour
- 2002 – Smokin' Grooves Tour (con i The Roots e Outkast)
- 2005 – Reunion Tour (con i Fugees)
- 2011 – Moving Target: Extended Intimate Playdate Series Tour
- 2012 – Life Is Good / Black Rage Tour (con Nas)
- 2013/2014 – Homecoming Tour
- 2015 – Small Axe Tour
- 2016/2017 – MLH Caravan: A Diaspora Calling! Tour
- 2017 – PowerNomics Tour (con Nas)
- 2018/2019 – The Miseducation of Lauryn Hill 20th Anniversary World Tour
- 2020 – Ms. Lauryn Hill Live in Concert
- 2023/24 – The Miseducation of Lauryn Hill 25th Anniversary Tour: Ms Lauryn Hill & the Return of The Fugees

## Filmografia

### Cinema
- Piccolo, grande Aaron (King of the Hill, regia di Steven Soderbergh (1993)
- Sister Act 2 - Più svitata che mai (Sister Act 2: Back in the Habit), regia di Bill Duke (1993)
- Hav Plenty, regia di Christopher Scott Cherot (1997)
- Restaurant, regia di Eric Bross (1998)

### Televisione
- Così gira il mondo (As the World Turns) - soap opera (1991)
- Here and Now - serie televisiva (1992)
- ABC Afterschool Specials - serie televisiva (1996)

### Videoclip
- Praise Jah in the Moonlight di YG Marley - regia di Cole Bennett (2024)